# Josep Teixidor Batlle
Josep Teixidor Batlle ( Llers, 10 de noviembre de 1920 - Llers, 6 de agosto de 1989 ) fue un matemático español.

## Biografía
Nacido en Llers (provincia de Gerona), se trasladó a vivir a Barcelona, donde asistió al Instituto-Escuela y empezó a estudiar medicina. Tras la guerra civil, paso por un campo de concentración francés. Más adelante reanudó los estudios universitarios, pero en la especialidad de ciencias exactas y se licenció en 1943. Empezó como ayudante de clases prácticas y consiguió entrar en contacto con matemáticos europeos como Luigi Fantappié. Realizó estancias en Roma (1946) y defendió su tesis doctoral en Barcelona en 1951. También hizo estancias en Hamburgo (1952) y Zurich; en la Escuela Técnica Federal de Zurich fue alumnos de Beno Eckmann, a través del cual descubrió la topología, que introdujo posteriormente en España.
En 1957 fue nombrado catedrático de Geometría Analítica y Topología de la Universidad de Barcelona e introdujo una profunda reforma metodológica. Fue secretario y director (1971-1987) de la revista Collectanea Mathematica .
En 1967 fue nombrado miembro de la sección de Ciencias del IEC. Fue presidente de la " Sociedad Catalana de Ciencias Físicas, Químicas y Matemáticas " (1968-1973), filial del IEC, y tesorero del Instituto (1979-1983). En el IEC colaboró en la puesta en marcha del Centro de Investigación Matemática (CRM) y también tuvo un papel importante en el establecimiento de la Fundación Ferran Sunyer y Balaguer.